# Cleidochasmidra portisi
Cleidochasmidra portisi is een mosdiertjessoort uit de familie van de Cleidochasmatidae. De wetenschappelijke naam van de soort is voor het eerst geldig gepubliceerd in 1895 door Neviani.